# Adolf Kabatek
Adolf Kabatek, né le 1er juillet 1931 à Reichenberg en Tchécoslovaquie, actuelle Tchéquie, et mort le 25 juin 1997 à Leonberg, est un éditeur, traducteur et auteur de bande dessinée allemand. Au sein des éditions Ehapa, il a notamment publié les versions allemandes des bandes dessinées Donald Duck et Astérix.

## Biographie
Adolf Kabatek commence en 1951 un apprentissage de commis d'édition aux éditions Das Beste à Stuttgart et est ensuite repris par la jeune maison d'édition Ehapa. Sous la direction de la rédactrice en chef Erika Fuchs, il travaille sur le magazine Micky Maus, en supervisant la production et la distribution. Il poursuit avec d'autres périodiques de bandes dessinées Disney : Mickyvision (de) en 1962, Die tollsten Geschichten von Donald Duck (de) en 1965 et Lustiges Taschenbuch en 1967.
Au milieu des années 1960, il rencontre l'éditeur français Georges Dargaud, qui lui propose les droits allemands d'Astérix. Il traduit à partir de 1968 les aventures de ce personnage apprécié des lecteurs allemands, jusqu'à l'album La Galère d'Obélix en 1996. Il fait de même avec la série Lucky Luke de Morris et René Goscinny.
En 1972, Kabatek devient directeur général de la maison d'édition Ehapa et travaille exclusivement comme éditeur à partir de 1974. À partir de 1975, la direction de l'entreprise de Copenhague lui confie la responsabilité de la planification pour la Scandinavie et le Royaume-Uni. En 1972, par l'intermédiaire de l'Association des éditeurs de magazines allemands, il siège au Centre fédéral de contrôle des écrits préjudiciables aux mineurs.
En 1983, il s'essaie à l'écriture de bandes dessinées en livrant des aventures de Balthazar Picsou, également publiées en Suède et aux Pays-Bas.
Après avoir quitté son poste de directeur général en 1988, il continue à travailler comme indépendant pour la maison d'édition Ehapa. Il est crédité au scénario du dessin animé franco-allemand Astérix et le Coup du menhir (1989).

## Distinction
- chevalier de l'ordre du Mérite de la République fédérale d'Allemagne (1985)